# Dinoponera lucida
Dinoponera lucida é uma espécie de formiga do gênero Dinoponera, pertencente à subfamília Ponerinae.
É uma das seis espécies do gênero Dinoponera, que é endêmico da América do Sul. Todas as suas espécies são pretas e de grande tamanho, atingindo até 4 cm de comprimento. 
As formigas desse gênero possuem as seguintes características:  inexistência de casta morfologicamente distinta, especializada na reprodução; a formação de novas colônias parece ser exclusivamente 
através da fissão de colônias maduras populosas; os machos são alados, bem menores e mais frágeis, e possuem um curto raio de voo, que acontece horizontalmente, perto do chão; essas formigas são predadoras generalistas, capturando presas vivas e coletando cadáveres e material vegetal. 
Elas ocupam o topo das cadeias alimentares da mesofauna. 
O seu gigantismo e sua ferroada extremamente dolorosa fazem com que indivíduos, sejam evitados pela maioria dos vertebrados terrestres predadores de formigas (CAMPIOLO; DELABIE, 2008). (extraido do site http://www.icmbio.gov.br)
| GRUPO             | Invertebrados Terrestres - Insetos                |
| ESPÉCIE           | Dinoponera lucida Emery, 1901                     |
| NOME VULGAR       | Formiga                                           |
| FATORES DE AMEAÇA | Perda/degradação de habitat, fatores intrínsecos. |
| BIOMA             | Mata Atlântica                                    |

(extraido do site http://www.icmbio.gov.br)